# 3,4,4-trimetilheptano
El 3,4,4-trimetilheptano es un alcano de cadena ramificada con fórmula molecular C10H22.